# Rożeniec żółtodzioby
Rożeniec żółtodzioby (Anas georgica) – gatunek dużego ptaka z rodziny kaczkowatych (Anatidae). Występuje w Ameryce Południowej, na Falklandach i Georgii Południowej na południowy wschód od kontynentu. Nie jest zagrożony, choć jeden z jego podgatunków wymarł.

## Systematyka

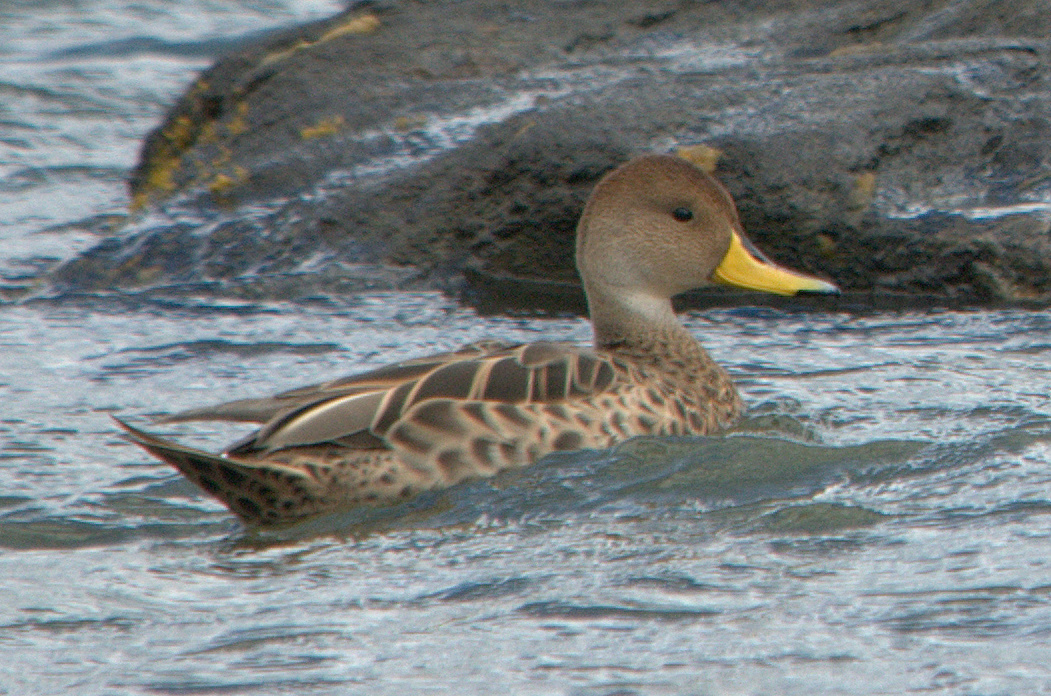
Rożeniec argentyński w Puerto Natales, Chile

Gatunek został opisany naukowo przez J.F. Gmelina w 1789 roku. Epitet gatunkowy georgica odnosi się do wyspy Georgii Południowej, na której występuje podgatunek nominatywny. Ptaki te są blisko spokrewnione z rożeńcem zwyczajnym (Anas acuta) i nieco dalej z rożeńcem białolicym (A. bahamensis); prawdopodobnie wszystkie wywodzą się od południowoamerykańskich przodków. Rożeniec żółtodzioby, zwyczajny i krótkosterny (A. eatoni) bywają też zaliczane do osobnego rodzaju Dafila. Wyróżniane są dwa żyjące podgatunki: rożeniec żółtodzioby (Anas georgica georgica) i rożeniec argentyński (A. g. spinicauda), czasem uznawany za osobny gatunek. Trzeci podgatunek, A. g. niceforoi, został uznany za wymarły w 1956; w 2003 roku poinformowano o zaobserwowaniu jego żywych przedstawicieli, jednak informacja ta nie była dobrze udokumentowana i została podana w wątpliwość.

## Morfologia
Rożeniec żółtodzioby jest dużą kaczką, podobnej wielkości co rożeniec zwyczajny; ptaki podgatunku georgica mierzą od 41,5 do 55 cm, zaś większy podgatunek spinicauda mierzy od 50 do 65 cm. Wyróżniającą cechą wyglądu tego gatunku jest jasnożółty dziób z ciemnym paskiem od góry, mniej wyraźnym u kaczek. Upierzenie u obu płci, a także u piskląt jest brązowe. Ogon jest brązowy, długi i spiczasty, jak u innych rożeńców. Pióra grzbietu mają żółto-czerwonawe lub szare obrzeżenie, spód ciała jest marmurkowy, z jaśniejszą szyją. Samice mają jaśniejszy, nawet białawy brzuch. Na skrzydłach znajduje się lusterko, czarne z zielonym zabarwieniem i żółtawym obrzeżeniem, u samców połyskujące, a u samic matowe. Nogi są szare. Podgatunek georgica ma ciemniejsze upierzenie i brązowy brzuch. U podgatunku georgica masa ciała dorosłego kaczora to 540–655 g, kaczki 460–495 g; ptaki podgatunku spinicauda mają masę 663–827 g.

## Występowanie
Gatunek jest szeroko rozprzestrzeniony, występuje w większej części Ameryki Południowej: w Kolumbii, Peru, Ekwadorze, Brazylii, Boliwii, Chile, Argentynie, Paragwaju, Urugwaju i na Falklandach (spinicauda) oraz na Georgii Południowej (georgica). Środkowokolumbijski podgatunek niceforoi jest uznawany za wymarły. Południowoamerykańskie ptaki z południa zasięgu zimą migrują na północ, podczas gdy te z Georgii Południowej zwykle nie opuszczają wyspy, choć okazjonalnie zalatują na archipelag Sandwich Południowy, a nawet Półwysep Antarktyczny. Żadne inne blaszkodziobe nie zapuszczają się tak daleko na południe.
Rożeńce żółtodziobe są spotykane w różnorodnych siedliskach: słodkowodnych jeziorach, rzekach, mokradłach, lagunach na wybrzeżu, na zalewanych łąkach i osłoniętych wybrzeżach. Występują od poziomu morza do 4600 m n.p.m. w Andach. Podgatunek z Georgii Południowej rzadko jest spotykany z dala od wybrzeża.

## Pożywienie

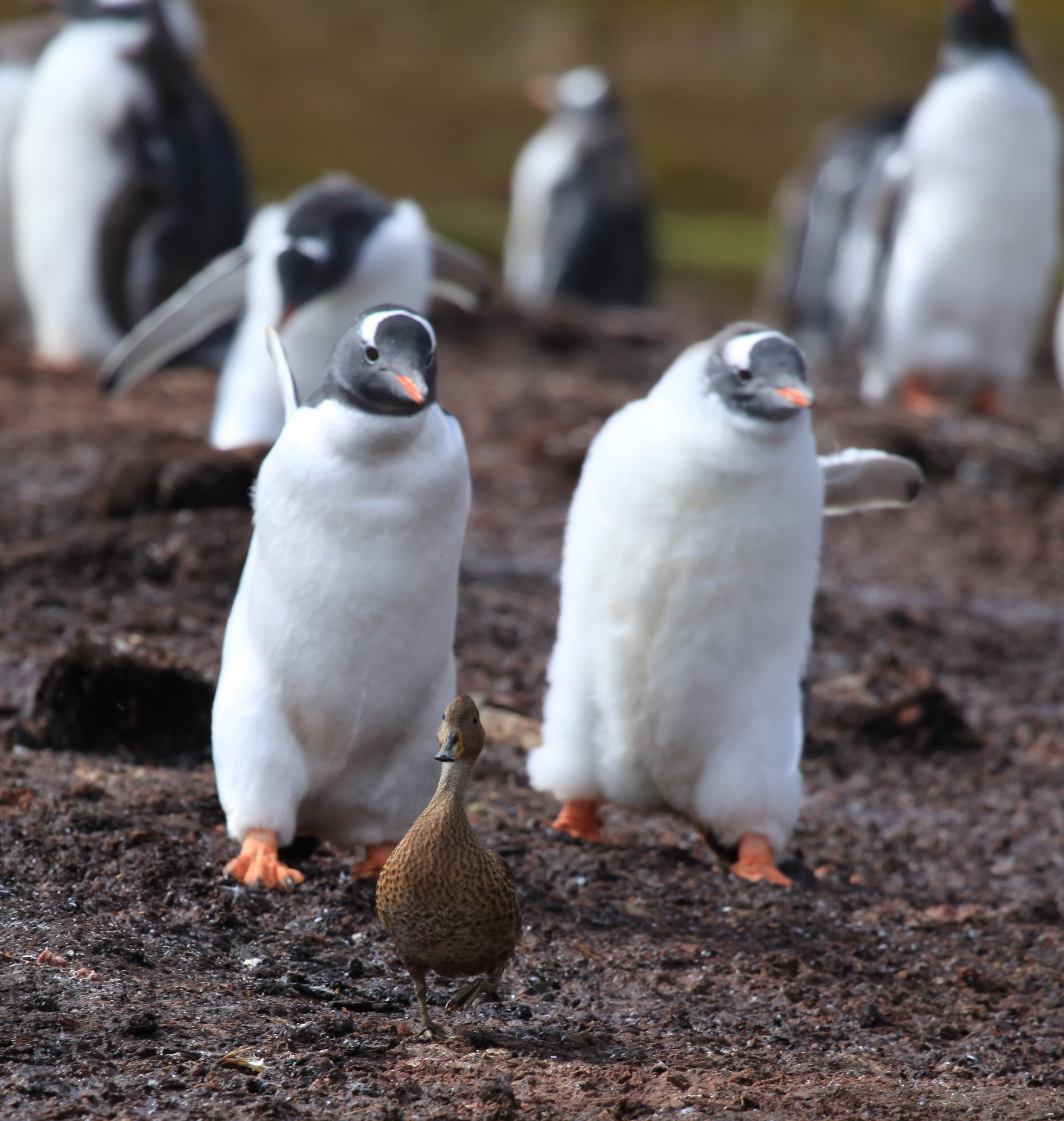
Pingwiny białobrewe przeganiają rożeńca żółtodziobego z kolonii

Ptaki te mają zróżnicowaną dietę, jedzą pokarm roślinny: nasiona, korzenie, ziarno, trawy, turzyce, glony (także morskie), oraz zwierzęcy: wodne bezkręgowce, owady, skorupiaki i mięczaki. Żerują przeważnie jak krzyżówka, zanurzając głowę pod powierzchnię wody, rzadko nurkują; czasem żerują także na lądzie. Ptaki z Georgii Południowej jadają także mięso, np. pozostałości posiłku wydrzyków i żerują na padlinie fok, nierzadko wspólnie ze znacznie większymi petrelcami olbrzymimi.

## Zachowania

### Głos
Rożeniec żółtodzioby odzywa się dość rzadko. Kaczor odzywa się cichymi gwizdami, kaczki cicho kwaczą.

### Rozród
Okres lęgowy rożeńca żółtodziobego zależy od obszaru występowania, ptaki z południa zasięgu rozmnażają się latem, od października do grudnia (do marca na Georgii Południowej), podczas gdy te występujące w Peru mają lęgi od sierpnia do marca. Badania w niewoli ukazują, że gatunek ten jest poligyniczny lub promiskuityczny. Gniazdo jest budowane na ziemi, wśród roślin przy brzegu wody, ma postać płytkiej platformy z gałęzi obrzeżonej trawą i puchem. W lęgu znajduje się od 4 do 10 jaj, inkubacja jaj trwa około 26 dni. Świeżo wyklute pisklęta są ciemnobrązowe z żółtawym brzuchem. Jeśli lęg zostanie utracony, ptaki mogą ponownie przystąpić do rozrodu.

## Status
Gatunek ten ma bardzo duży zasięg występowania i choć jego liczebność maleje, to dostatecznie wolno, aby był uznawany przez IUCN za gatunek najmniejszej troski. Rożeniec argentyński należy do najpospolitszych kaczek Ameryki Południowej. Przyczyny wyginięcia podgatunku niceforoi, niegdyś pospolitego, nie są jasne, ale przyczynił się do tego intensywny odstrzał ptaków. Podgatunek z Georgii Południowej odradza się po spadku liczebności w okresie, gdy wyspa była wykorzystywana przez wielorybników i łowców fok; zawleczone szczury wędrowne nie mają znaczącego wpływu na liczebność kaczek.